# Laurent Pichon
Laurent Pichon, nascido a 19 de julho de 1986 em Quimper, é um ciclista francês. Estreiou como profissional em 2010 na equipa Bretagne-Schuller e atualmente corre para o Arkéa Samsic.

## Palmarés
2010
- 1 etapa do Volta à Normandia

2011
- 1 etapa do Circuito das Ardenas
- Kreiz Breizh Elites

2012
- Boucles de la Mayenne

2017
- Clássica de Loire-Atlantique
- 1 etapa da Settimana Coppi e Bartali
- Route Adelie[1]
- Copa da França (ver nota)[2]

## Resultados em Grandes Voltas
| Carreiras          | 2010 | 2011 | 2012 | 2013 | 2014 | 2015 | 2016 | 2017 | 2018 | 2019 |
| ------------------ | ---- | ---- | ---- | ---- | ---- | ---- | ---- | ---- | ---- | ---- |
| Giro d'Italia      | -    | -    | -    | 163º | 129º | -    | -    | -    | -    | -    |
| Tour de France     | -    | -    | -    | -    | -    | -    | -    | 125º | 98º  | -    |
| Volta a Espanha    | -    | -    | -    | -    | -    | 111º | Ab.  | -    | -    | -    |
| Mundial em Estrada | -    | -    | -    | -    | -    | -    | -    | -    | -    | -    |